# Anthoplexaura dimorpha
Anthoplexaura dimorpha is een zachte koraalsoort uit de familie Plexauridae. De koraalsoort komt uit het geslacht Anthoplexaura. Anthoplexaura dimorpha werd in 1908 voor het eerst wetenschappelijk beschreven door Willy Kükenthal. Ze was door Franz Theodor Doflein meegebracht van diens wetenschappelijke reis naar Japan en was gevonden in de Sagamibaai.